# Électronique de puissance

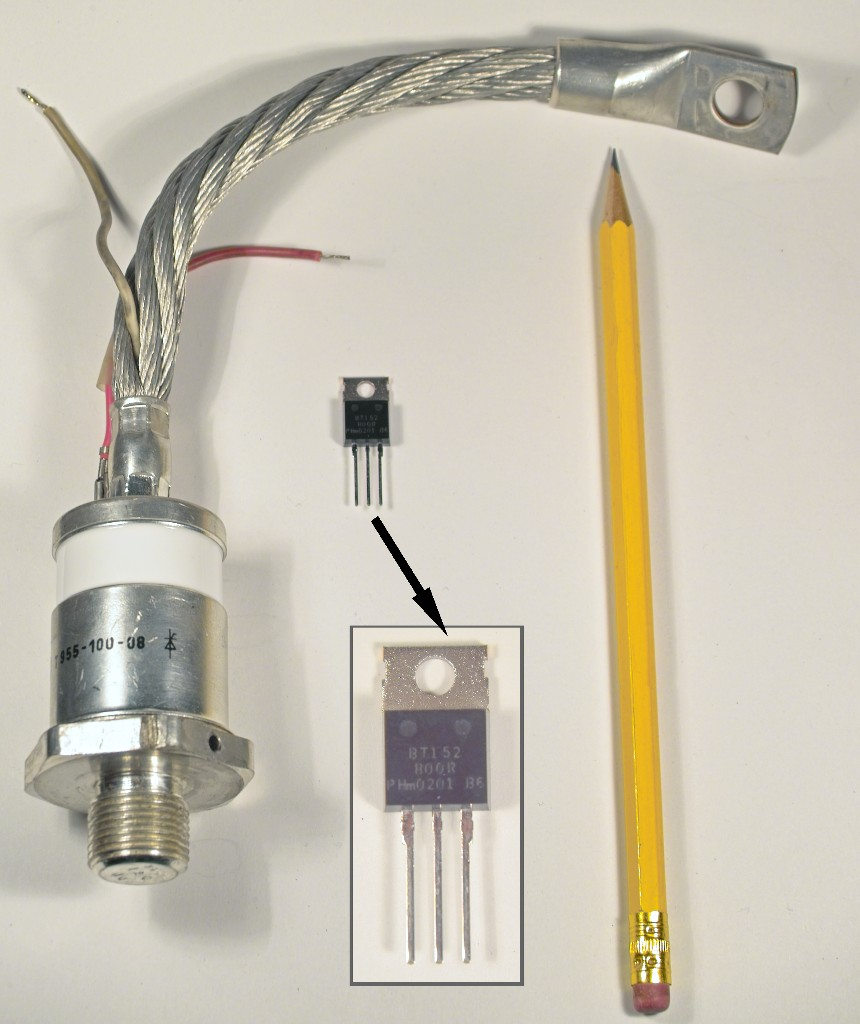
Un thyristor 100 ampères/800 volts en boîtier à vis et un thyristor 13 ampères/800 volts en boîtier TO-220.

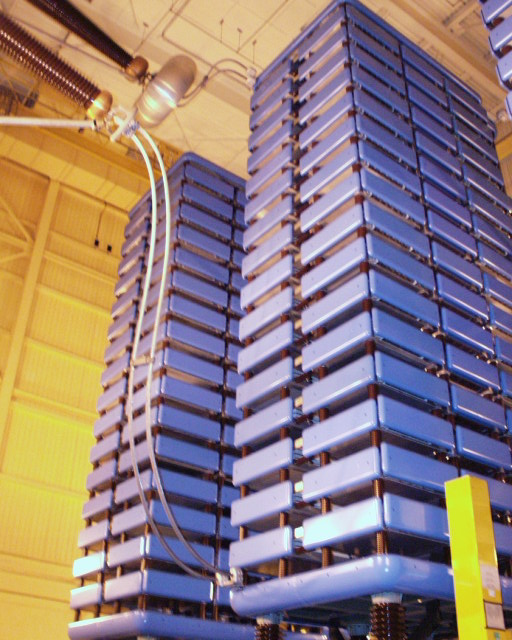
Valves de la ligne HVDC Nelson River DC Transmission System.

Pour les articles homonymes, voir Électronique.
 (juin 2012).
Si vous disposez d'ouvrages ou d'articles de référence ou si vous connaissez des sites web de qualité traitant du thème abordé ici, merci de compléter l'article en donnant les références utiles à sa vérifiabilité et en les liant à la section « Notes et références ».
L'électronique de puissance est une branche de l'électronique qui traite les puissances élevées et, « les dispositifs qui permettent de convertir celles-ci sous une forme non électrique » (convertisseurs) et de les commuter, avec ou sans commande.
L'électronique de puissance comprend l'étude, la réalisation et la maintenance :
- des composants électroniques utilisés en forte puissance ;
- des structures, de la commande et des applications des convertisseurs d’énergie.

## Généralités
L'électronique de puissance, ou plus correctement « électronique de conversion d'énergie », a moins de 50 ans. Elle a connu un tel essor qu'aujourd'hui près de 15 % de l'énergie électrique produite est convertie sous une forme ou une autre. Au cours de ces années, la taille, le poids et le coût des convertisseurs n'ont fait que diminuer, en grande partie grâce aux progrès faits dans le domaine des interrupteurs électroniques.
C'est l'électronique de commutation : elle est basée sur la commutation, tire parti du fait qu'un interrupteur parfait fermé (résistance nulle, tension aux bornes nulle) ou ouvert (résistance infinie, courant traversant nul) ne dissipe aucune énergie, donc ne présente aucune perte. Lorsqu'il est associé à des éléments de filtrage passifs et purement réactifs (c'est-à-dire sans aucune résistance interne), il permet théoriquement de modifier la tension et/ou le courant sans perte, donc de réaliser une conversion de tension ou de courant en conservant l'énergie. Ce but est atteint en découpant la tension et/ou le courant à très haute fréquence (par rapport à la fréquence d'entrée ou de sortie du convertisseur) et en lissant le résultat obtenu pour en extraire la valeur moyenne. En pratique, on doit s'attendre à des pertes de l'ordre de 2 à 10 % dues à l'imperfection des éléments physiques qui le constituent. Ces pertes raisonnables justifient l'essor de ce type d'électronique dans les systèmes à haute puissance, puisqu'elles permettent une évacuation de la chaleur générée sans recourir à des moyens extrêmes et coûteux. Progressivement, l'électronique de puissance s'est imposée dans tous les domaines où les pertes doivent rester faibles pour limiter l'échauffement, comme dans les ordinateurs, et où le rendement doit être élevé pour préserver la source d'énergie, comme dans les systèmes alimentés par batteries (GSM, GPS, ordinateurs portables…).
Rappelons qu'un convertisseur de puissance de rendement unitaire (sans pertes) ne peut être constitué que d'interrupteurs idéaux et de dipôles purement réactifs donc sans la moindre résistance parasite : condensateurs et inductances. Les dipôles réactifs sont des éléments de stockage d'énergie dont la taille (et donc le coût) est inversement proportionnelle à la fréquence de fonctionnement.
En plus des applications traditionnelles de l'électronique de puissance comme la traction électrique et les entraînements industriels, il est apparu de nouveaux domaines d'application :
- La gestion du réseau de distribution :
  - FACTS : Systèmes de Transmission Flexible en Courant Alternatif,
  - Filtrage actif et amélioration du facteur de puissance,
  - HVDC : Transmission en courant continu HTA.
- L'électroménager : 
  - variateurs divers,
  - alimentations à découpage,
  - plaques de cuisson à induction.
- Les appareils portables (caméscopes, ordinateurs, etc.) :
  - chargeurs d'accumulateurs intelligents,
  - conversion CC / CC TBT.
- L'automobile : très forte augmentation de l'utilisation de l'énergie électrique dans les automobiles actuelles et en perspective : il y aura un très gros marché au moment du passage prévu, (mais retardé ?) en 48 V par exemple avec les véhicules hybrides.

## Les interrupteurs

### Historique
C'est dans le domaine du redressement de forte puissance que se développent les premiers convertisseurs statiques destinés à remplacer les convertisseurs électromécaniques. Dans les années 1950, pour la traction électrique, on s'oriente vers la solution - transport en alternatif + motorisation en continu. Les convertisseurs statiques nécessaires sont réalisés à l'aide de redresseurs à vapeur de mercure (ignitrons) ayant la même fonctionnalité que les thyristors.
- Les premières diodes de puissance au silicium apparaissent en 1956 et les thyristors en 1961. Dans les années 1970, thyristors et diodes sont utilisés dans des dispositifs autocommutés comme les hacheurs et les onduleurs, les années qui suivent voient le développement de transistors bipolaires de puissance qui favorise le développement d'une électronique de conversion de faible et moyenne puissance.

- Au début des années 1980, les dispositifs à transistors poussent les dispositifs à thyristors vers des puissances accrues : vers 1990, les GTO ne sont plus utilisés qu'en très fortes puissances ( > 1 MW) ou pour des tensions supérieures à 2 kV.

- L'IGBT apparaît en 1985, d'abord dans le domaine des moyennes puissances (quelques dizaines de kilowatts), il supplante les transistors Darlington. Il devient dans les 10 ans qui suivent un composant utilisable en forte puissance.

- L'avènement du thyristor IGCT (Integrated Gate Commutated Thyristor) vers 1997 dans le domaine des tensions supérieures à 6 kV risque d'entraîner à moyen terme la disparition du thyristor GTO.

- Dans le domaine des faibles puissances, du fait de sa rapidité et de la simplicité de sa commande, le transistor MOSFET de puissance supplante le transistor bipolaire. Grâce aux techniques d'intégration planar et l'essor du marché du portable (téléphone, ordinateur, lecteur CD, etc.) nécessitant une électronique de conversion efficace et miniaturisée, il supplante même les diodes dans des applications comme le redressement (redresseur synchrone).

- Les composants à base de carbure de silicium (SiC) apparaissent en 2002. Ceux à base de diamant sont encore à l'étude en 2004. Leurs fortes énergies d'ionisation permettent un blocage de tension plus élevée et/ou des fonctionnements à haute température.
- Le nitrure de gallium GaN fait ses premiers pas dans la production industrielle en 2011 avec des caractéristiques plus intéressantes que le SiC d'un point de vue coût, modularité d'utilisation et vitesse de commutation. Il n'y a pas encore de marché industriel concret utilisant cette technologie mais des tensions de 1600V et des temps de commutation extrêmement faibles devraient en faire un composant de choix pour les marchés grands publics tels automobile, appareils de conforts en avionique et autres.

### Les diodes
Elles sont équivalentes à un clapet dans une installation hydraulique.
Deux paramètres sont à prendre en compte :
- La tension maximale de blocage du composant, c’est-à-dire la tension au-delà de laquelle se produit le claquage et donc la destruction de la diode.
- L'intensité maximale du courant qui peut la traverser.

Les trois principaux défauts du composant sont :
- sa tension de seuil : VS
- Sa résistance dynamique interne : RD
- Sa capacité parasite : C.

Actuellement les diodes se déclinent en plusieurs catégories :
Les diodes silicium de puissancede résistance dynamique RD faible. Elles sont utilisées dans le domaine des convertisseurs de forte puissance comme les onduleurs de traction. Elles sont réalisées en boîtier encapsulé. La jonction qui les constitue est de type PiN (P - Intrinsèque - N), ou PN-N+. L'introduction d'une zone très faiblement dopée permet d'obtenir une tension de blocage élevée.
Les diodes rapidesde capacité parasite C faible. Elles ont des temps de recouvrement de l'ordre de quelques dizaines de nanosecondes.
Les diodes Schottkytension de seuil VS faible et C faible. Elles sont constituées d'une jonction métal - semi-conducteur. Par rapport aux diodes PiN, la tension de seuil est plus faible, mais la résistance est plus élevée (d'où une chute de tension qui dépend plus fortement du courant qui la traverse). Elles peuvent fonctionner à des fréquences très élevées mais la tension inverse maximale autorisée est plus faible. Pour toutes ces raisons, elles sont principalement utilisées dans les convertisseurs fonctionnant en TBT et à fréquence élevée : alimentations à découpage. En carbure de silicium (SiC), elles conjuguent C très faible et une tension de blocage plus élevée que les diodes Schottky classiques mais ces améliorations se font au détriment de l'augmentation de VS.

### Les MOSFET de puissance
Ce sont des interrupteurs électroniques dont le blocage ou l'amorçage sont commandés par une tension (Ils se comportent comme des portes que l'on peut ouvrir ou fermer à volonté). Ce sont les plus utilisés dans le domaine des faibles et moyennes puissances (quelques kilowatts).

Leur domaine d’utilisation est limité à quelques centaines de volts, excepté le domaine des fréquences élevées pour lesquelles le MOSFET surclasse tous les autres composants.

Leur principal défaut est qu'à l'état passant ils se comportent comme des résistances (RDSon) de quelques dizaines de mΩ. Cette résistance est responsable des pertes en conduction. Le MOSFET peut aussi présenter des pertes de commutation lorsqu'il est utilisé comme interrupteur dans les alimentations à découpage. En effet, à chaque commutation, les capacités parasites présentes à ses bornes doivent être chargées ou déchargées entraînant des pertes en CV².

### Les transistors bipolaires de puissance
Par rapport aux transistors MOS de puissance, ils nécessitent une commande plus compliquée et ont des performances dynamiques plus médiocres. Toutefois ils sont thermiquement plus stables et surtout, du fait d’une commande en courant, ils sont moins sensibles aux perturbations électromagnétiques.

### Les IGBT
Le transistor MOS est rapide et facile à commander, mais les transistors bipolaires ont une meilleure tenue en tension et présentent une chute de tension à l’état passant plus faible pour des courants élevés. La volonté de cumuler ces deux avantages a donné naissance à des composants hybrides nommés IGBT.
Depuis les années 1990, ce sont les composants les plus utilisés pour réaliser des convertisseurs fonctionnant avec des tensions de quelques centaines de volts à quelques kilovolts et avec des courants de quelques dizaines d'ampères à quelques kiloampères.

### Les thyristors
Composant fonctionnant grossièrement comme un clapet commandé par un « tire-suisse » : 
- Pour qu'il devienne passant il faut l'amorcer : il faut maintenir le courant de gâchette jusqu'à ce que le courant principal atteigne le courant d’accrochage.
- Au blocage il faut attendre une certaine durée le désamorçage (turn-off) pour que le thyristor puisse effectivement bloquer la tension inverse.

Pour ces raisons le thyristor est réservé à des applications concernant les très fortes tensions (> kilovolts) et les forts courants, où son coût inférieur compense ses limitations techniques. Par exemple les liaisons longues distances ou sous-marines par courant continu – haute tension (HVDC) sont presque toujours réalisées avec des thyristors.
Exemple de valeurs : thyristor 16 kV – 2 kA, fréquence 300 Hz.

## Commutation dure et commutation douce
La montée en fréquence des convertisseurs statiques entraîne une augmentation des pertes par commutation dans les interrupteurs. Ces pertes peuvent être réduites, mais surtout délocalisées par l’adjonction de circuit d’aide à la commutation (es) CALC ou snubber en anglais, et cela sans modifier le principe de fonctionnement du convertisseur.

Une autre possibilité consiste à modifier la nature des interrupteurs pour qu’ils réalisent une commutation spontanée, dite aussi commutation douce car les pertes sont nulles, mais aussi celle des convertisseurs qui doivent alors créer les conditions de commutations. Ces convertisseurs sont dits convertisseurs (quasi) résonants.
Deux types d’interrupteurs peuvent être utilisés, conduisant à deux types de commutations douces :
- Interrupteur à amorçage commandé et blocage spontané, comme le thyristor. Le blocage est alors réalisé au passage à zéro du courant, nommé ZCS (Zero Current Switching) en anglais.
- Interrupteur à blocage commandé et amorçage spontané. L'amorçage est alors réalisé au passage à zéro de la tension ou ZVS (Zero Voltage Switching) en anglais.

Pour parvenir au passage à zéro de l’une des grandeurs il est nécessaire d’ajouter un circuit oscillant dans le montage, d’où leur nom de convertisseurs quasi résonants.

## Quelques dispositifs
On distingue généralement quatre grandes fonctions de convertisseurs dans l'électronique de puissance : 
- continu → continu,
- alternatif → continu et continu → alternatif
- alternatif → alternatif (avec ou sans changement de fréquence).

Mais en plus de ces dénominations purement fonctionnelles, des noms particuliers ont été donnés à certains convertisseurs.
- Conversion continu - continu
  - Hacheurs
  - Convertisseurs à pompe de charge
- Conversion alternatif - continu
  - Redresseurs
  - Alimentations à découpage
- Conversion continu - alternatif
  - Onduleurs

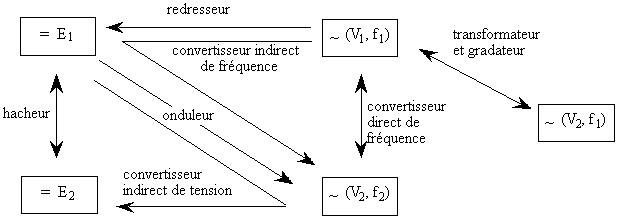
Les différents dispositifs

- Conversion alternatif - alternatif
  - Gradateurs
  - Alimentations sans interruption (ASI)
  - Cycloconvertisseur